# リー・チョンウェイ
リー・チョンウェイ（李宗偉、Lee Chong Wei, 1982年10月21日 - ）は、マレーシアの元男子バドミントン選手。身長174cm。北京、ロンドンおよびリオオリンピックの銀メダリスト。

## 経歴
- ペラ州バガン・スライ出身。11歳のとき、父親の影響でバドミントンを始め、17歳の時にマレーシアナショナルチームメンバーに選ばれる[1]。2003年のマレーシア・オープンでメジャーなトーナメントの決勝に初めて進出して準優勝。翌2004年はマレーシア・オープンで初優勝、チャイニーズタイペイ・オープンも制し、アテネオリンピックに出場したが、2回戦（ベスト16）で敗れた。
- 翌2005年以降もタイトル獲得を重ね、2008年に入ってもBWFスーパーシリーズのマレーシア・オープンとシンガポール・オープンを制し、北京オリンピックでは金メダルの有力候補として出場するが、決勝で林丹にストレートで敗退して銀メダル。この2008年途中から2012年6月途中まで世界ランキング1位（男子シングルス）を維持した。12月にはBWFスーパーシリーズファイナルで優勝。以後2010年まで3連覇を達成。
- 2010年8月の世界選手権の準々決勝で敗退してから、2011年11月の香港オープンの準決勝で敗退するまで出場した大会ではすべて決勝に進出した。
- 2012年のロンドンオリンピック決勝では林丹に対し第1ゲームを先取したが、その後逆転を許して2大会連続の銀メダル。
- 2014年世界選手権では準優勝を決めながら薬物検査で陽性反応が出たため、2015年4月27日に銀メダル剥奪及び遡って8か月の出場停止が課された[2]。
- その後、各タイトルを重ね2016年6月9日に再び、世界ランキング1位となる。
- 2016年のリオオリンピック決勝でも諶龍にストレート負けを喫し、3大会連続の銀メダル。
- しかし2018年、がんが発覚。2019年6月13日、引退。

## 主な成績（シングルス）
- 2001年
  - タイ・オープン ベスト4
  - マレーシア・サテライト国際 ベスト4
- 2002年
  - インド・アジア・サテライト国際 ベスト4
- 2003年
  - マレーシア・オープン 準優勝
  - オランダ・オープン ベスト4
  - インドサテライト 準優勝
  - マレーシアサテライト 優勝
- 2004年
  - マレーシア・オープン 優勝
  - アテネオリンピック ベスト16
  - シンガポール・オープン 準優勝
  - 台湾（チャイニーズ・タイペイ）オープン 優勝
- 2005年
  - ドイツ・オープン ベスト4
  - 全英オープン ベスト4
  - マレーシア・オープン 優勝
  - 世界選手権 ベスト4
  - デンマーク・オープン 優勝
  - 香港オープン ベスト4
- 2006年
  - スイス・オープン 優勝
  - 全英オープン ベスト4
  - マレーシア・オープン 優勝
  - 台湾（チャイニーズ・タイペイ）オープン 準優勝
  - マカオ・オープン 準優勝
  - 世界選手権 ベスト8
  - コモンウェルスゲームズ 優勝
  - アジア大会 ベスト4
- 2007年
  - インドネシア・オープン 優勝
  - 中国マスターズ ベスト4
  - フィリピン・オープン 優勝
  - ヨネックスオープンジャパン 優勝
  - デンマーク・オープン ベスト4
  - フランス・オープン 優勝
  - 中国オープン 準優勝
  - 香港オープン 準優勝
- 2008年
  - マレーシア・オープン 優勝
  - 全英オープン ベスト4
  - スイス・オープン 準優勝
  - シンガポール・オープン 優勝
  - 北京オリンピック 準優勝（銀メダル）
  - ヨネックスオープンジャパン 準優勝
  - マカオ・オープン 準優勝
  - フランス・オープン ベスト4
  - 中国オープン 準優勝
  - スーパーシリーズファイナルズ 優勝
- 2009年
  - マレーシア・オープン（スーパーシリーズ） 優勝
  - 韓国オープン 準優勝
  - 全英オープン 準優勝
  - スイス・オープン 優勝
  - インドネシア・オープン 優勝
  - マレーシア・オープン（グランプリゴールド）優勝
  - 世界選手権 ベスト8
  - マカオ・オープン 優勝
  - 中国マスターズ ベスト4
  - 香港オープン 優勝
  - スーパーシリーズファイナルズ 優勝
- 2010年
  - 韓国オープン 優勝
  - マレーシア・オープン（スーパーシリーズ）優勝
  - 全英オープン 優勝
  - インドネシア・オープン 優勝
  - マカオ・オープン 優勝
  - 世界選手権 ベスト8
  - ヨネックスオープンジャパン 優勝
  - コモンウェルスゲームズ 優勝
  - アジア大会 準優勝
  - 香港・オープン 優勝
- 2011年
  - スーパーシリーズファイナルズ 優勝
  - マレーシア・オープン（スーパーシリーズ）優勝
  - 韓国オープン 準優勝
  - 全英オープン 優勝
  - インド・オープン 優勝
  - マレーシア・オープン（グランプリゴールド）優勝
  - インドネシア・オープン 優勝
  - 世界選手権 準優勝
  - ヨネックスオープンジャパン 準優勝
  - デンマーク・オープン 準優勝
  - フランス・オープン 優勝
  - 香港・オープン ベスト4
  - 中国・オープン ベスト4
  - スーパーシリーズファイナルズ ベスト4
- 2012年
  - 韓国オープン（スーパーシリーズプレミア）優勝
  - マレーシア・オープン（スーパーシリーズ）優勝
  - 全英オープン 準優勝
  - インド・オープン（スーパーシリーズ） 準優勝
  - マレーシア・オープン（グランプリゴールド） 優勝
  - ロンドンオリンピック 準優勝(銀メダル)
  - ヨネックスオープンジャパン（スーパーシリーズ）優勝
  - デンマーク・オープン（スーパーシリーズプレミア）優勝
  - 香港オープン（スーパーシリーズ）準優勝

- 2016年
  - リオオリンピック 準優勝（銀メダル）

2018年
12度目のマレーシアオープン優勝
しかし、鼻のがんがみつかりインドネシアオープンの準決勝が事実上の引退試合になってしまった。
2019年6月23日
現役引退 鼻のがんによるもの

## 人物・プレースタイル
- 強力なスマッシュと速いフットワークで確実にポイントを重ねる。着実に世界大会で勝ち星を重ねている。基本に忠実な彼のプレーをお手本にするジュニア選手は非常に多い。
- 2011年3月11日に日本で発生した東日本大震災の被災者のためにチャリティー･イベントを開催。自身が全英オープンで優勝した時に使用していたラケットをオークションに出品するなどして集めた義援金を寄付している[3]。
- インドネシアのトッププレーヤーであるタウフィック・ヒダヤットと親交が深い。
- あらゆる大会において類稀な成績を残し続けていたが、オリンピックと世界選手権においては幾度も決勝に進出しながらも引退するまでタイトル獲得には至らなかった。
- 多民族国家のマレーシアにおいて、彼のオリンピックでの活躍は、マレーシアを一つ(1Malaysia)にしたと言われている。